# Aulonocara gertrudae
Aulonocara gertrudae è una specie di pesci della famiglia dei Ciclidi che vive in Malawi, Mozambico, e Tanzania. Il suo habitat naturale sono i laghi d'acqua dolce.